# Guanyu Zhou
Guanyu Zhou (Šangaj, Kina, 30. svibnja 1999.) je kineski vozač Formule 1 za momčad Alfa Romeo. Godine 2015. osvojio je titulu viceprvaka u Talijanskoj Formuli 4, a 2021. naslov prvaka u Azijskoj Formuli 3. Od 2019. do 2021. se natjecao u FIA Formula 2 prvenstvu u kojem je ostvario ukupno četiri pobjede, a najbolji plasman je ostvario u posljednjoj sezoni, kada je završio na trećem mjestu u konačnom poretku. Godine 2022. postao je prvi kineski vozač koji je nastupio na utrci Formule 1.

## Početak utrkivanja

### Karting
Zhou se u kartingu utrkivao od 2010. do 2014., a prvi veći uspjeh je postigao 2012. kada je u prvenstvu Super 1 National Rotax Mini Max Championship osvojio četvrto mjesto. Sljedeće 2013. osvaja dva naslova prvaka u kategorijama Rotax Max Euro Challenge - Junior i Super 1 National Rotax Max Junior, te titulu viceprvaka u Rotax Max Wintercup - Rotax Max Junior prvenstvu. Godine 2014. osvaja titule viceprvaka u kategorijama Rotax Max Wintercup - Rotax Max Senior i Rotax Euro Challenge - Senior.

### Formula 4
Zhou je debitirao u jednosjedu 2014. u talijanskom F4 Winter Trophy prvenstvu na stazi Adria, gdje je odvezao dvije utrke, te osvojio dva treća mjesta.
Godine 2015. paralelno natjecao u Talijanskoj Formuli 4 i ADAC Formuli 4. 

#### Talijanska Formula 4
Sezona Talijanske Formule 4 se sastojala od sedam rundi, gdje su se na svakoj rundi vozile tri utrke. Utrke su počele 2. svibnja na stazi Vallelunga, a završile 4. listopada na stazi Misano. Zhou je vozio za momčad Prema Powerteam u bolidu F.4 Tatuus FA T014, gdje su mu momčadski kolege bili Giuliano Raucci i Ralf Aron. Prvi pole position je osvojio na trećoj utrci prve runde, gdje je na kraju osvojio drugo mjesto i prvo postolje. Uslijedile su tri utrke na drugoj rundi u Monzi, gdje je Zhou ostvario tri pobjede. Na trećoj rundi u Imoli je upisao još dva druga mjesta i prvo odustajanje u sezoni. Na četvrtoj rundi na Mugellu je osvojio bodove na sve tri utrke, ali bez ostvarenog postolja. Još dva postolja osvojio je na petoj rundi na stazi Adria, dok je posljednje postolje osvojio na šestoj rundi, koja se vozila također na Imoli. Zhou je s osvojenih 223 bodova osvojio titulu viceprvaka iza momčadskog kolege i prvaka Arona.

#### ADAC Formula 4
Sezona njemačke ADAC Formule 4 se sastojala od osam rundi, gdje su se na svakoj rundi vozile tri utrke. Utrke su počele 25. travnja na stazi Oschersleben, a završile 4. listopada na stazi Hockenheimring. Zhou je vozio za momčad Prema Powerteam u bolidu Tatuus F4-T014 s Abarthovim motorom. Momčadski kolege su mu bili također Giuliano Raucci i Ralf Aron. Zhou je odvezao devet utrka na stazama Oschersleben, Red Bull Ring i Spa-Francorchamps. Prve bodove osvojio je na drugoj utrci prve runde, gdje je osvojio osmo mjesto. Trećim mjestom na prvoj utrci druge runde, Zhou osvaja prvo postolje. Uslijedilo je sedmo mjesto na drugoj utrci, te prvo odustajanje u sezoni na trećoj utrci na Red Bull Ringu. Posljednje postolje u sezoni je osvojio na prvoj utrci treće runde na Spa-Francorchampsu, kada je osvojio drugo mjesto iza pobjednika Joela Erikssona. Na posljednje dvije utrke je upisao još jedno odustajanje, te deveto mjesto. Ostatak sezone nije vozio, jer se posvetio Talijanskoj Formuli 4. S osvojenih 45 bodova u devet utrka, Zhou je na kraju zauzeo 15. mjesto konačnog poretka ADAC Formule 4 2015.

## Formula 1
Zhou je 2. srpnja 2021. debitirao na grand prix vikendu Formule 1, gdje je na prvom slobodnom treningu u petak, za Veliku nagradu Austrije na Red Bull Ringu, vozio bolid Alpine A521, umjesto dvostrukoga svjetskog prvaka Fernanda Alonsa. Dana 16. studenog iste godine, Alfa Romeo je potvrdio da će Zhou voziti umjesto Antonija Giovinazzija sljedeće 2022.

### Alfa Romeo (2022.)
2022.

## Vanjske poveznice
- Guanyu Zhou - Driver Database
- Guanyu Zhou - Stats F1